# ニューマンという男
『ニューマンという男』（にゅーまんというおとこ、Captain Newman, M.D.）は1963年のアメリカ合衆国の映画。デイヴィッド・ミラー監督の作品で、出演はグレゴリー・ペックなど。
第36回アカデミー賞では、助演男優賞（ボビー・ダーリン）、録音賞、脚本賞にノミネートされた。

## キャスト
※括弧内は日本語吹替（初回放送1972年1月31日『月曜ロードショー』）
- ニューマン大尉：グレゴリー・ペック（城達也）
- ライボウィッツ伍長：トニー・カーティス（広川太一郎）
- フランシー中尉：アンジー・ディキンソン（森田育代）
- トンプキンス伍長：ボビー・ダーリン（井上真樹夫）
- ブリス大佐：エディ・アルバート（須永宏）
- ウィンストン大尉：ロバート・デュヴァル
- ヘレン・ウィンストン夫人：ベセル・レスリー

## スタッフ
- 監督：デイヴィッド・ミラー
- 製作：ロバート・アーサー
- 原作：レオ・ロステン
- 脚本：リチャード・L・ブリーン、フィービー・エフロン、ヘンリー・エフロン
- 撮影：ラッセル・メティ
- 音楽：フランク・スキナー